# Kammförmiger Strandflieder
Der Kammförmige Strandflieder (Limonium pectinatum) ist eine Pflanzenart aus der Gattung der Strandflieder (Limonium). Die Art ist sehr formenreich und die häufigste Strandfliederart der Kanaren.

## Merkmale
Der Kammförmige Strandflieder ist eine ausdauernde krautige Pflanze, die Wuchshöhen von 5 bis 30 Zentimeter erreicht. Die Stängel sind teilweise niederliegend und kaum geflügelt. Es befinden sich an verzweigten Stämmchen zahlreiche Rosetten. Die Blätter sind 2 bis 5 Zentimeter lang, spatelförmig und grau. Der Kelch ist stumpf fünfkantig und weißlich. Die Blüten sind blassviolett oder weiß.
Die Blütezeit reicht von Januar bis Juni.

## Vorkommen
Der Kammförmige Strandflieder kommt auf den Kanaren-Inseln El Hierro, La Palma, La Gomera, Teneriffa und Gran Canaria auf Felsküsten vor.

## Belege
1. ↑  Thomas Muer, Herbert Sauerbier, Francisco Cabrera Calixto: Die Farn- und Blütenpflanzen der Kanarischen Inseln. Margraf, Weikersheim 16. August 2016, ISBN 3-82-361721-4, S. 231.

- Ingrid und Peter Schönfelder: Kosmos-Atlas Mittelmeer- und Kanarenflora. Franckh-Kosmos Verlag, Stuttgart 1994, ISBN 3-440-06223-6.